# Ward One: Along the Way
Ward One: Along the Way — дебютный сольный студийный альбом барабанщика группы Black Sabbath Била Уорда, вышедший в 1990 году.

## Об альбоме
В записи альбома участвовало много приглашённых музыкантов, в том числе коллега Уорда по Black Sabbath Оззи Осборн. Альбом официально вышел 10 января 1990. переиздания альбома также включают в себя фрагмент радиоинтервью, записанного 10 октября 1986 года.

## Список композиций
1. «(Mobile) Shooting Gallery» (Ward/Phillips/Lynch) — 5:11
2. «Short Stories» (Ward/M. Bruce) — 1:06
3. «Bombers (Can Open Bomb Bays)» (Ward/Phillips/Lynch) — 4:23
4. «Pink Clouds an Island» (Ward) — 3:15
5. «Light Up the Candles (Let There be Peace Tonight)» (Ward/Phillips/J. Bruce) — 3:35
6. «Snakes & Ladders» (Ward/Phillips) — 6:35
7. «Jack’s Land» (Ward/Yeager) — 4:41
8. «Living Naked» (Ward/Lynch) — 6:03
9. «Music For a Raw Nerve Ending» (Ward) — 2:05
10. «Tall Stories» (Ward/Lynch) — 5:04
11. «Sweep» (Ward) — 4:00
12. «Along the Way» (Ward/Phillips/Lynch) — 3:09

## Участники записи
- Вокал — Bill Ward, Ozzy Osbourne, Lorraine Perry, Jack Bruce
- Ударные — Bill Ward, Eric Singer, Leonice
- Бас-гитары — Marco Mendoza, Gordon Copley, Bob Daisley, Jack Bruce, Lee Faulkner
- Гитары — Rue Phillips, Keith Lynch, Зак Вайлд, Malcolm Bruce, Lanny Cordola, Richard Ward
- Клавишные — Mike Rodgers, Malcolm Bruce, Jimmy Yeager, Bill Ward